# Акебоно (1931)
Акебоно (Akebono, яп. 曙) — ескадрений міноносець Імперського флоту Японії, який брав участь у Другій світовій війні.
Корабель, який став вісімнадцятим серед есмінців типу «Фубукі», спорудили у 1932 році на верфі Fujinagata у Осаці.
На момент вступу Японії у Другу світову війну «Акебоно» належав до 7-ї дивізії ескадрених міноносців, яка підпорядковувалась 1-й дивізії авіаносців. Втім, супроводити ударне авіаносне з'єднання («Кідо Бутай») для удару по Перл-Гарбору довірили більш сучасним кораблям з двох ескадр ескадрених міноносців, тоді як 7-й дивізії доручили провести обстріл атола Мідвей. При цьому «Акебоно» залишився в Японії, оскільки 1 грудня пошкодив гвинт і мав пройти ремонт.
12—17 січня 1942-го «Акебоно» та ще 4 есмінці супроводили 2 авіаносці з Куре до Палау (база на заході Каролінських островів), звідки вони мали підтримати операції на сході Нідерландської Ост-Індії. 21 січня авіаносці полишили Палау, щоб завдати удару по острову Амбон, проте «Акебоно» відрядили для охорони важких крейсерів «Наті» і «Хагуро», оскільки один з двох есмінців їх ескорту отримав пошкодження унаслідок навігаційної аварії та відбув на ремонт. На той момент зазначені крейсери виконували завдання з дистанційного прикриття десанту на південно-східний півострів острова Целебес до Кендарі, який відбувся 24 січня, а по завершенні операції пройшли до Давао на південному узбережжі філіппінського острова Мінданао.
У наступні кілька тижнів «Акебоно» разом з іншим есмінцем далі охороняв зазначені крейсери із загону дистанційного прикриття. 29 січня 1942-го вони вирушили з Давао до якірної стоянки Бангка (поблизу Менадо) в межах підтримки операції проти острова Амбон, висадка на який відбулась 31 січня. Повернувшись до Давао, загін уже 6 лютого попрямував звідси для підтримки наступного десанту до Макассару (південно-західний півострів острова Целебес). Крейсери пройшли через море Серам у море Банда та зайняли позицію за дві з половиною сотні кілометрів на південний захід від Амбону. Висадка в Макассарі відбулась в ніч на 8 лютого та не зустрілась з протидією зі сторони надводних кораблів союзників, тому вже 10 лютого загін прибув до затоки Старінг-Бей поблизу Кендарі. З 16 по 22 лютого крейсери виходили зі Старінг-Бей для прикриття десанту на острів Тимор, який відбувся 20 числа.
В наступній операції проти острова Ява «Акебоно» виконував роль охорони флагманського крейсера «Асігара». 23—25 лютого 1942-го останній разом з «Акебоно» та іншим есмінцем перейшов зі Старінг-Бей до Макассару. 26 числа цей загін, до якого приєднався ще один важкий крейсер (який тільки-но повернувся із Японії з ремонту) та ще один есмінець, вийшов у море та попрямував у район на північ від острова Кангеан (лежить за три сотні кілометрів на схід від Сурабаї), наближаючись таким чином до місця майбутньої битви у Яванському морі. В останній 27 лютого зіткнулись союзні кораблі, що базувались у Сурабаї на сході Яви, та японське з'єднання, яке безпосередньо прокладало дорогу конвою з військами. Японці здобули рішучу перемогу, а вцілілі кораблі союзників відійшли до Сурабаї та Батавії.
1 березня 1942-го британський важкий крейсер HMS Exeter у супроводі двох есмінців спробував прорватись із Сурабаї у напрямку Австралії в обхід Яви зі сходу, що призвело до зіткнення, відомого як Друга битва у Яванському морі. Першим незадовго до опівдня вступив у бій загін «Асігара», а через годину союзні кораблі наздогнали 2 інші японські важкі крейсери, які до того виграли першу битву. За кілька хвилин британський крейсер отримав перше влучання снарядом, а потім по ньому провели вдалу торпедну атаку «Акебоно» та есмінець «[Інадзума (1932)|[Інадзума]]» (втім, є підстави вважати, що саме останній випустив дві торпеди, які поцілили HMS Exeter). 12—25 березня 1942-го «Акебоно» разом з іншими есмінцями дивізії супроводив конвой з Балі до Йокосуки, після чого став на доковий ремонт.
Невдовзі японське командування запланувало операцію, яка мала за мету взяття під контроль центральних і східних Соломонових островів, а також Порт-Морсбі на оберненому до Австралії узбережжі Нової Гвінеї. 23—27 квітня 1942-го «Акебоно» та ще один есмінець 7-ї дивізії ескортували два важкі крейсери з Йокосуки на атол Трук у центральній частині Каролінських островів (тут ще до війни створили потужну базу японського ВМФ, з якої до лютого 1944-го провадились операції у цілому ряді архіпелагів). 1 травня «Акебоно» та ще 5 есмінців вирушили звідси, забезпечуючи охорону 2 авіаносців та 2 щойно згаданих крейсерів. Після битви авіаносців у Кораловому морі, яка відбулась 8 травня, японську операцію скасували. Один з авіаносців одразу рушив до Японії на ремонт, тоді як «Дзуйкаку» ще кілька діб перебував у районі Соломонових островів під охороною «Акебоно» та ще одного есмінця. 15 травня цей загін зайшов на Трук для дозаправлення йі тієї ж доби вирушив до метрополії та 21 травня прибув до Куре.
Під час наступної мідвейсько-алеутської операції «Акебоно» та ще 2 есмінці 7-ї дивізії призначили для операцій на Алеутах. Вони охороняли загін адмірала Какути, основну силу якого складали 1 авіаносець, 1 легкий авіаносець та 2 важкі крейсери. Наприкінці травня вони рушили із Омінато (важлива база ВМФ на північному завершенні Хонсю) і 3—4 червня завдали авіаудару по Датч-Гарбору (головній базі американців на Алеутах, розташованій на сході архіпелагу). З 6 червня авіаносна група приєдналась до інших сил угруповання та прикривала висадки на острови Атту і Киска (західна частина Алеутського архіпелагу). 24 червня угруповання повернулось до Японії.
З 6 по 20 липня 1942-го «Акебоно» пройшов ремонт у Йокосуці. За кілька тижнів по тому, 7 серпня, союзники висадились на сході Соломонових островів, що започаткувало шестимісячну битву за Гуадалканал та змусило японське командування перекидати сюди підкріплення. 17 серпня з Японії до Океанії вийшов уже третій загін, який складався з лінкора «Ямато» (з адміралом Ямомото на борту) та ескортного авіаносця «Тайо» під охороною «Акебоно» та ще 2 есмінців. У цей період японське командування організувало проведення значного конвою з підкріпленнями для Гуадалканалу, тому ще до прибуття «Ямато» попередні загони полишили Трук. Ця операція призвела 24 серпня до битви авіаносних з'єднань біля східних Соломонових островів, а 25 серпня рух конвою виявився остаточно перерваним через удари базової авіації. Як наслідок, «Ямато» попрямував на Трук і прибув туди 28 числа, тоді як «Тайо» 27 серпня відокремився та під охороною «Акебоно» рушив спершу до атола Малоелап (Маршаллові острови) і лише 4 вересня досягнув Трука.
Після цього більше року «Акебоно» займався супроводженням ескортних авіаносців, які здійснювали доставку літаків до віддалених баз у Океанії. 5 вересня 1942-го «Акебоно» вирушив для супроводу «Тайо» до Давао, звідки цей загін пройшов 12—17 вересня до Кавієнгу (друга за значенням японська база в архіпелазі Бісмарка, розташована на північному завершенні острова Нова Ірландія), а потім повернувся до Давао. 22—28 вересня «Акебоно» та ще один есмінець ескортували «Тайо» на Трук, при цьому на підході до останнього авіаносець був уражений торпедою з підводного човна, проте зміг дійти до бази.
З 4 по 16 жовтня та з 17 жовтня по 2 листопада 1942-го «Акебоно» та інший есмінець здійснили два кругові рейси з Труку до Йокосуки та назад, охороняючи інший ескортний авіаносець «Унйо». 3—21 листопада цей же загін пройшов з Труку до Давао та назад, після чого виконав два кругові походи з Труку до Сурабаї (на сході острова Ява) — з 24 листопада по 13 грудня та з 17 грудня 1942 по 3 січня 1943. 5—10 січня 1943-го загін пройшов з Труку до Йокосуки, після чого «Акебоно» до кінця січня проходив тут ремонт.
Після виходу з верфі «Акебоно» відновив свої походи з ескортними авіаносцями, і разом зі ще 3 есмінцями здійснив два кругові рейси з Йокосуки до Труку та назад для супроводу групи із «Тайо» та «Унйо» — з 1 по 17 лютого та з 24 лютого по 12 березня 943-го. З 20 березня по 10 квітня «Акебоно» та ще один есмінець провели такий же рейс разом з одним лише «Унйо».
З 1 по 29 травня 1943-го «Акебоно» ескортував «Тайо» по незвичному маршруту Йокосука — Маніла — Сурабая — Сінгапур — Мако (база ВМФ на Пескадорських островах у південній частині Тайванської протоки) — Сасебо (обернене до Східнокитайського моря узбережжя острова Кюсю). Далі походи між Йокосукою та Труком відновились і «Акебоно» пройшов цим маршрутом ще багато разів — з 16 червня по 2 липня (разом зі ще одним есмінцем для супроводу «Унйо» та ще одного ескортного авіаносця «Чуйо»), з 6 по 24 липня (в цьому випадку «Акебоно» та інший есмінець провели «Унйо», а назад «Акебоно» вже прямував разом з 2 есмінцями та цілою групою авіаносців — «Унйо», «Чуйо» та легким «Рюхо»), з 31 липня по 16 серпня (на Трук «Унйо» провели 3 есмінці, а у зворотному рейсі супроводжували вже 5), з 26 серпня по 11 вересня («Унйо» пройшов на Трук разом з 4 есмінцями, а назад прямував з 2 кораблями ескорту).
З 12 вересня по 11 жовтня 1943-го «Акебоно» пройшов ремонт у Йокосуці, під час якого, зокрема, встановили спарену установку 25-мм зенітних автоматів, а 13—19 жовтня ескортував «Унйо» на Трук. У наступних кількох рейсах склад загонів значно збільшився: 31 жовтня — 6 листопада «Акебоно» та ще 3 есмінці супроводжували до Куре авіаносець «Дзюнйо», «Унйо», 2 лінкори та важкий крейсер; 16—21 листопада «Акебоно» та 2 інші есмінці ескортували з Йокосуки на Трук «Чуйо», «Унйо» та легкий авіаносець «Дзуйхо»; з 30 листопада по 5 грудня між Труком та Йокосукою під охороною «Акебоно» і ще 3 есмінців прямували «Чуйо», «Унйо», «Дзуйхо» та важкий крейсер, при цьому охорона не впоралась із завданням та 4 грудня на підході до Японії підводний човен потопив «Чуйо».
12—17 грудня 1943-го «Акебоно» разом з есмінцем «Садзанамі» ескортували з Йокосуки на Трук «Дзуйхо» та «Унйо». На цей раз вони не стали повертатись до Японії, а 22—24 грудня перейшли до Рабаула — головної передової бази в архіпелазі Бісмарка, з якої вже майже два роки здійснювались операції на Соломонових островах та сході Нової Гвінеї. 26 та 30 грудня зазначені есмінці здійснили два транспортні рейси до Кавуву (Гавуву) на мисі Хоскінс (північне узбережжя Нової Британії дещо менш ніж за дві з половиною сотні кілометрів на південний захід від Рабаула), де японці мали аеродром (взагалі у кінці грудня дев'ять есмінців здійснили доставку до Кавуву підкріплень та предметів матеріального забезпечення, при цьому підсилення гарнізону збіглося з початком кампанії союзників на Новій Британії — 26 грудня американці висадились на західному завершенні острова на мисі Глочестер).
12 січня 1944-го «Акебоно» разом з есмінцем «Садзанамі» вийшов з Рабаулу, щоб підсилити охорону танкерного конвою, який прямував з Балікпапану на Трук. 14 січня в районі західних Каролінських островів «Садзанамі» був потоплений підводним човном. «Акебоно» провів порятунок вцілілих, а потім все-таки супроводив танкери на Трук, куди вони прибули 17 числа.
20 січня 1944-го «Акебоно» разом зі ще 2 есмінцями рушив з Труку для супроводу конвою до Японії. Того ж дня підводний човен торпедував флотське судно-рефрижератор «Ірако» і на допомогу ескорту з Труку додатково вийшли есмінець, а потім і важкий крейсер. Ввечері 21 січня зазначений крейсер привів «Ірако» на буксирі на Трук, тоді як «Акебоно» брав участь у їх охороні.
25 січня 1944-го «Акебоно» вирушив з Труку до Сайпану (Маріанські острови), де вже кілька діб перебував пошкоджений підводним човном ескортний авіаносець «Унйо». Разом з іншими кораблями «Акебоно» охороняв «Унйо» в його переході до Японії, при цьому загін додатково потрапив у важкий шторм. 8 лютого авіаносець все-таки дійшов до метрополії, проте «Акебоно» був тут вже 5 лютого (на підході загону до Японії звідси виходили для допомоги нові кораблі, тоді як учасники первісного ескорту вирушали уперед для дозаправлення).
З 13 лютого по 28 березня 1944-го «Акебоно» проходив ремонт у Йокогамі, під час якого з нього демонтували одну установку головного калібру, зате підсилили зенітне озброєння за рахунок 4 строєних установок 25-мм зенітних автоматів.
6—8 квітня 1944-го «Акебоно» пройшов до Омінато, після чого майже чотири місяці ніс патрульно-ескортну службу в північній зоні. 31 липня — 2 серпня есмінець супроводив 2 важкі крейсери з Омінато до Куре, після чого до 22 серпня пройшов тут короткостроковий ремонт та отримав додаткові 25-мм зенітні автомати.
З 12 по 16 жовтня 1944-го американське авіаносне з'єднання завдало серії ударів по острову Формоза (Тайвань). На тлі занадто оптимістичних доповідей про результати зворотних дій японське командування вислало 15 жовтня в море загін адмірала Сіми, який мав завдати удару по послабленому (як вважалось) американському флоту. До нього увійшли 2 важкі крейсери під охороною легкого крейсера та 7 есмінців, одним з яких був «Акебоно». 16 жовтня вони прибули до острова Амаміосіма (центральна група архіпелагу Рюкю), а 18—20 жовтня пройшли звідси до Мако (база на Пескадорських островах у південній частині Тайванської протоки). На цьому шляху японський загін, на своє щастя, не зустрів надводних сил ворога та не постраждав від американських підводних човнів, що чотири рази виявляли його, проте так і не змогли зайняти положення для атаки.
Тим часом американці розпочали операцію на Філіппінах, і загін з Мако рушив на південь для приєднання до головних сил. Останні пройшли через Бруней, після чого розділились на два з'єднання. Кораблі з Мако вирішили спрямувати услід за диверсійним з'єднанням адмірала Нісімури, який мав рухатись до району висадки союзників у затоці Лейте південним шляхом та відвернути на себе увагу ворожих сил. В ніч проти 25 жовтня 1944-го з'єднання Нісімури повністю знищене в бою у протоці Сурігао. За кілька годин по тому сюди підійшов загін, в якому рухався «Акебоно». Зустрівши важко пошкоджений крейсер «Могамі», який відходив із протоки, кораблі Сіми повернули назад. «Акебоно» певний час супроводжував «Могамі», проте з настанням світанку 25 жовтня їх почали атакувати літаки. У підсумку «Акебоно» зняв з крейсера сім сотень моряків та добив «Могамі» торпедою. 26 жовтня «Акебоно» прибув до Маніли.
1–2 листопада 1944-го «Акебоно» взяв участь у транспортній операції TA, метою якої була доставка підкріплень на острів Лейте (саме тут висадився перший десант союзників). Разом зі ще 5 есмінцями він становив третій ешелон конвою TA-2 та здійснив успішний рейс з Маніли до затоки Ормок і назад.
5 листопада 1944-го американська авіація завдала удару по Манілі, під час якого, зокрема, потоплено важкий крейсер «Наті». «Акебоно» намагався допомогти останньому і сам став при цьому ціллю для літаків. Корабель втратив хід, загинуло 24 члени екіпажу, втім, інший есмінець «Усіо» зміг привести «Акебоно» на буксирі до верфі ВМФ у Кавіте (та сама Манільська бухта).
Станом на 13 листопада 1944-го «Акебоно» був ошвартований у пірса Кавіте біч-о-біч з есмінцем «Акісімо». Під час чергового нальоту він отримав додаткові пошкодження, а 14 листопада уражений «Акісімо» вибухнув, що призвело до загибелі «Акебоно». Корабель затонув на мілководді, загинуло 48 членів екіпажу.